# 김인존
김인존(金仁存, ?~1127년)은 고려 때의 문신·학자이다.
본관은 강릉이며 문과에 급제, 직한림원(直翰林院)을 거쳐 내시(內侍)로서 선종·헌종·숙종을 섬겼다. 여진의 9성(九城) 반환 요구에 국방상의 난점과 북방 백성의 희생을 우려하여 환부를 주장했다. 송나라에 다녀온 뒤 벼슬을 더하였으며, 요(遼)·금(金)의 싸움에 판서북면병마사(判西北面兵馬使)로 부임하여 변방의 안전을 기했다. 척신 이자겸(李資謙)이 권세를 잡자, 스스로 낙마(落馬)하여 벼슬에 사의를 표명했다. 뒤에도 많은 관직을 역임했다.

## 평가
학문과 문장이 뛰어난 당대의 석학(碩學)으로 중요한 국사(國事)마다 왕의 자문을 받았다.

## 참고 문헌
- 이 문서에는 다음커뮤니케이션(현 카카오)에서 GFDL 또는 CC-SA 라이선스로 배포한 글로벌 세계대백과사전의 "〈귀족문화〉" 항목을 기초로 작성된 글이 포함되어 있습니다.